# دوره نانبوکوچو
دوره نان‌بوکو–چو (به ژاپنی: 南北朝時代, Nanbokuchō jidai) که به دوره دربارهای شمالی و جنوبی نیز معروف است، از سال ۱۳۳۶ تا ۱۳۹۲ ادامه داشت و دوره‌ای بود که با سال‌های شکل‌گیری شوگون‌سالاری آشیکاگا هم‌زمان بود. این دو دربار به‌طور متعارف به این صورت شناسایی می‌شدند: 
- پایتخت شمالی: کیوتو
- پایتخت جنوبی: یوشینو، نارا

در دوره اولیه، یک دربار شمالی وجود داشت که توسط آشیکاگا تاکائوجی در کیوتو و یک دربار جنوبی که توسط امپراتور گودایگو در یوشینو بنیان‌گذاری شد.
از نظر ایدئولوژیک، دو دربار به مدت ۵۰ سال با هم جنگیدند و جنوب در سال ۱۳۹۲ از شمال تسلیم شد. اما در واقع، دربار شمالی تحت قدرت شوگون‌سالاری آشیکاگا بود و استقلال واقعی کمی داشت. نابودی شوگون‌سالاری کاماکورا در سال ۱۳۳۳ و شکست تجدید حیات کنمو در سال ۱۳۳۶ بحران مشروعیت را برای شوگون سالاری جدید گشود. دگرگونی‌های نهادی در سیستم املاک (شوئن) که بستر درآمد اشراف و رزمندگان را تشکیل می‌داد، وضعیت افراد مختلف را تغییر داد. استقرار شوگون‌سالاری آشیکاگا پایگاه اقتصادی جنگجویان را گسترش داد و در عین حال مالکان اشراف را ضعیف کرد. با این حال، این روند قبلاً با شوگون‌سالاری کاماکورا آغاز شده بود.

## پس زمینه
اصلی‌ترین درگیری‌هایی که به وقوع جنگ داخلی بین دربارها کمک کرد، درگیری فزاینده بین خاندان هوجو و دیگر گروه‌های جنگجو در پی حمله مغول به ژاپن در سال‌های ۱۲۷۴ و ۱۲۸۱ بود. شکست تجدید حیات کنمو، که باعث مبارزه بین حامیان وفاداران امپراتوری و حامیان خاندان آشیکاگا شد.
نارضایتی نسبت به رژیم کاماکورا به رهبری هوجو در اواخر قرن سیزدهم در میان جنگجویان ظاهر شد. این نارضایتی ناشی از نفوذ فزاینده هوجو بر دیگر خاندان‌های جنگجو در رژیم بود. تهاجم‌های مغول علت اصلی این تمرکز قدرت بود که در زمان سلطنت هوجو توکیمونه (۱۲۶۸–۱۲۸۴) روی داد. در طول بحران، سه چیز رخ داد: انتصاب‌های خاندان هوجو در شورای ایالتی افزایش یافت. شورای خاندان خصوصی هوجو مهم‌ترین نهاد تصمیم‌گیری شد. و دست نشاندگان مستقیم هوجو به‌طور فزاینده ای به پست‌های «شوگو» (فرماندار) ارتقا یافتند. این امر پایه حمایت را کاهش داد تا اعضای خاندان هوجو و دست نشاندگان مستقیم آنها را دربر گیرد.Note aزمانی که ائتلافی علیه هوجو در سال ۱۳۳۱ پدید آمد، تنها دو سال طول کشید تا رژیم سرنگون شود.
از آنجایی که ثروت در جوامع کشاورزی ماقبل صنعتی به زمین گره خورده است، زمین دلیل اصلی نارضایتی در میان طبقه جنگجو شد. از دوره کاماکورا، پیروزی در نبرد با کمک‌های زمینی پاداش می‌گرفت. با توجه به ماهیت تهاجم خارجی، پیروزی در برابر تهاجم‌های مغول به این معنی بود که سرزمینی برای واگذاری به فاتحان وجود نداشت.
هنگامی که باکوفو کاماکورا در سال ۱۳۳۳ ویران شد، جامعه دربار کیوتو برای مقابله با طبقه جنگجو پدید آمد. در گذار از دوره هی‌آن به دوره کاماکورا، رزمندگان از سلطهٔ پاتریمونیالیسم دربار رهایی یافتند. با از بین رفتن کاماکورا، دربار امپراتوری تلاش کرد تا قدرت خود را در بازسازی کنمو احیا کند. تا قبل از بازسازی می‌جی قرن ۱۹ این اتفاق دوباره رخ نداد.

### بازسازی کنمو: ۱۳۳۳–۱۳۳۶

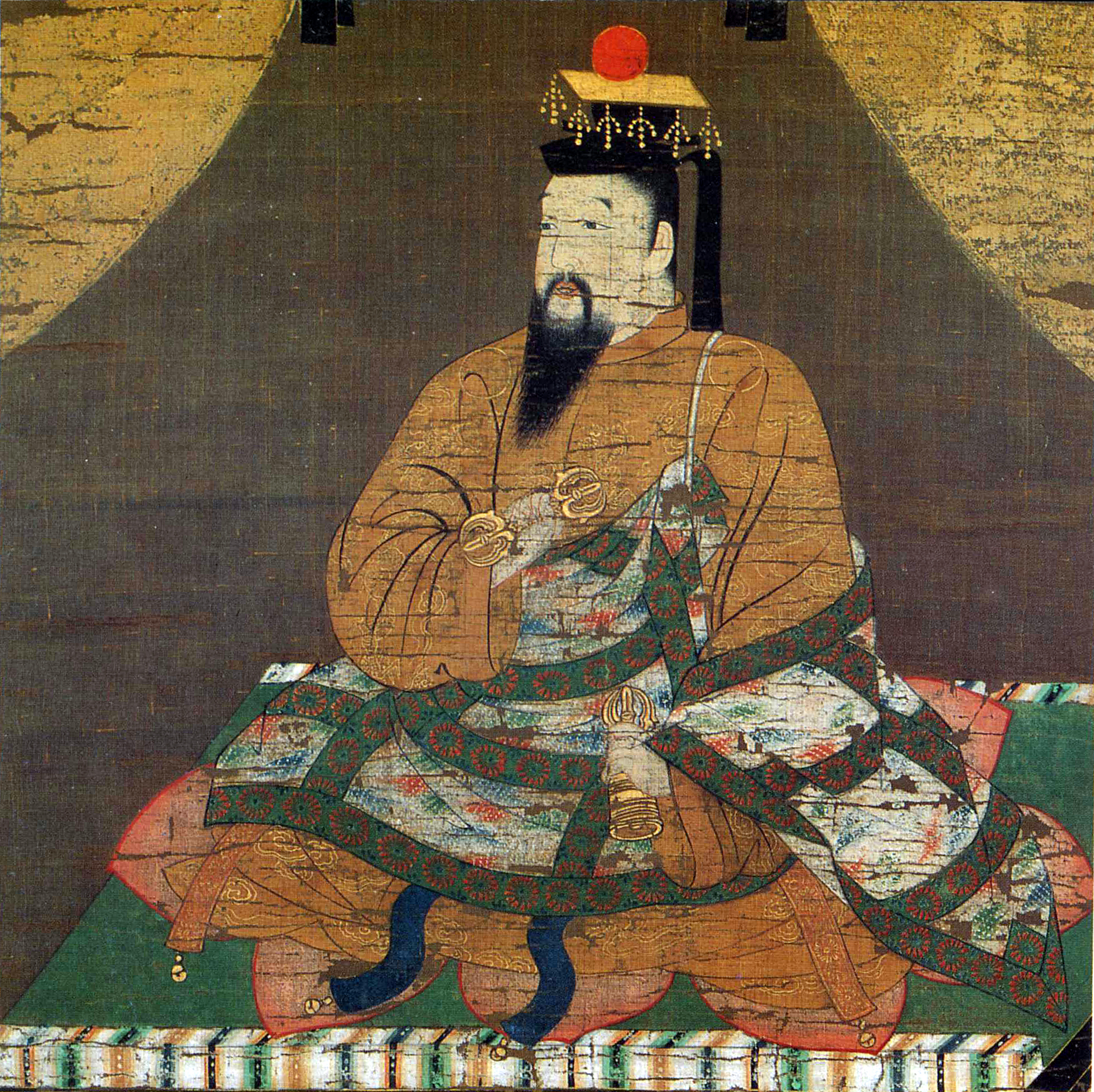
امپراتور گودایگو

در بهار ۱۳۳۳ امپراتور گودایگو و هوادارانش برای بازگرداندن شکوه دربار امپراتوری برنامه‌ریزی کردند. امپراتور دایگو (۹۰۱–۹۲۳ پس از میلاد)، که در زمانی زندگی می‌کرد که دربار هیچ رقیب قدرتمندی نداشت و حکومت مؤثر مستقیماً از تاج و تخت اعمال می‌شد، نام و الگوی مورد قبول گو-دایگو شد. بازسازی کنمو حرکتی آگاهانه برای بازگرداندن قدرت امپراتوری در مقابل طبقه جنگجو بود. دو تن از بزرگ‌ترین سخنگویان جنبش شاهزاده موری‌یوشی و کیتاباتاکه چیکافوسا بودند. شاهزاده موریناگا پسر گو-دایگو و رقیب اصلی آشیکاگا تاکائوجی بود، زیرا او از نظامی کردن اشراف به عنوان گامی ضروری برای حکومت مؤثر حمایت می‌کرد. دومی یک اشراف کیوتو بود که ژنرال نظامی نیز بود. در طی محاصره طولانی در هیتاچی (۱۳۳۸–۱۳۴۳)، چیکافوسا «جیننو شوتوکی» را نوشت، اثری تأثیرگذار در مورد مشروعیت نظام امپراتوری ژاپن. این متن بعداً به پایگاه ایدئولوژیک بازسازی میجی در قرن نوزدهم تبدیل شد.
با این حال، بازسازی کنمو به دلیل تمایل گو-دایگو برای بازگرداندن نه تنها قدرت امپراتوری، بلکه فرهنگ آن شکست خورد. او رساله ای (کنمو ننچو گیوجی) برای احیای مراسم درباری که از کاربرد خارج شده بودند نوشت. در سال ۱۳۳۶ تاکائوجی علیه دربار امپراتوری شورش کرد و آغاز یک شوگون‌سالاری جدید را اعلام کرد. پس از اعلامیه، پس از حمله نیروهای امپریالیستی کیتاباتاکه آکی‌ایه و شکست دادن او در نزدیکی کیوتو، مجبور به عقب‌نشینی به کیوشو شد. این خیانت به بازسازی کنمو توسط تاکائوجی نام او را در دوره‌های بعدی تاریخ ژاپن سیاه کرد و رسماً جنگ نانبوکو-چو را آغاز کرد. تاریخ‌نگاری قبلی که آموزش می‌داد مرمت به دلیل ناکارآمدی در پاداش دادن به زمین‌ها به سامورایی‌ها شکست خورد. با این حال، اکنون واضح است که بازسازی در این زمینه مؤثر بوده است.
بنابراین، شورش تاکائوجی و تمایل او به ایجاد یک رژیم جنگجوی جدید، تعیین‌کننده اصلی شکست بازسازی بود. شورش او طبقه جنگجو را تشویق کرد که مایل به ایجاد یک رژیم نظامی دیگر با الگوبرداری از کاماکورا باکوفو بودند.
جنگ نانبوکو-چو یک مبارزه ایدئولوژیک بین وفادارانی بود که خواهان بازگشت امپراتور به قدرت بودند و کسانی که به ایجاد رژیم نظامی دیگری با الگوبرداری از کاماکورا اعتقاد داشتند. چیکافوسا در مورد نیاز جنگجویان برای شرکت در بازسازی عملگرا بود، اما اختلاف شدید بین چیکافوسا و تاکائوجی رهبران را برای سالهای متمادی قطبی کرد. شکست بازسازی منجر به ظهور شوگون سالاری آشیکاگا شد.

## تضادهای داخلی: دهه ۱۳۵۰ میلادی
تاکائوجی اسماً شوگون بود، اما، پس از اینکه ثابت کرد وظیفه اداره کشور را ندارد، برای بیش از ده سال آشیکاگا تادایوشی به جای او حکومت کرد. روابط بین برادران در جریان آشوب کاننو تیره شد. این از زمانی شروع شد که تاکائوجی کو نو مورونائو را «کانری» (معاون) خود کرد، که منجر به ترور ناموفق تادایوشی شد.Note c نقشه او کشف شد، بنابراین تادایوشی در سال ۱۳۴۹ توسط مورنائو مجبور به ترک دولت شد. سرش را تراشید و به نام کیشین راهب بودایی شد. در سال ۱۳۵۰ قیام کرد و به دشمنان برادرش، طرفداران دربار جنوبی که امپراتور گو-موراکامی بود، پیوست. او را ژنرال کل ارتش خود منصوب کرد. در سال ۱۳۵۱ او تاکائوجی را شکست داد، کیوتو را اشغال کرد و وارد کاماکورا، کاناگاوا شد. در همان سال او برادران کو را در میکاگه (ولایت ستسو) دستگیر و اعدام کرد.Note c سال بعد ثروت او تغییر کرد و او توسط تاکائوجی در ساتایاما شکست خورد. آشتی بین برادران کوتاه بود. تادایوشی به کاماکورا گریخت، اما تاکائوجی او را در آنجا با ارتش تعقیب کرد. در اسفند ۱۳۵۲، اندکی پس از آشتی دوم ظاهری، تادایوشی به نقل از تایهیکی به‌طور ناگهانی در اثر مسمومیت درگذشت.

### دلایل تعارض
در دهه ۱۳۵۰، آشوب کانو و پیامدهای آن، رژیم اولیه را تقسیم کرد و تقریباً نابود کرد. این رویداد رژیم موروماچی را تقسیم کرد و ادغام را موقتاً متوقف کرد. در ظاهر این حادثه به عنوان یک مبارزه شخصی بین تادایوشی علیه برادران کو، با حمایت تاکائوجی ظاهر شد. با این حال، اختلاف نظر در مورد سیستم املاک و جدایی بوروکراسی‌های کنترل شده توسط تاکائوجی و تادایوشی نقش بزرگ‌تری در درگیری ایفا کرد.
از آنجایی که بوروکراسی بین تاکائوجی و تادایوشی تحت صلاحیت قضایی جداگانه ای قرار داشت، این امر باعث ایجاد یک اداره از هم گسیخته شد. تاکائوجی رهبر دست نشاندگان خانه بود و بنابراین هیئت نگهبانان را کنترل می‌کرد که در آن اقدام‌های انضباطی نسبت به دست نشاندگان خانه: دزدی و جرایم دیگر تحت پیگرد قانونی قرار می‌گرفت. او همچنین اداره پاداش‌ها را رهبری می‌کرد که ادعاها و ادعاهایی را شنید رعیت‌های شایسته از آن برای ثبت نام رزمندگان جدید که دشمنان احتمالی رژیم بودند استفاده می‌شد.
تادایوشی در عین حال رهبری هیئت تحقیق را بر عهده داشت که بر عملکردهای قضایی رژیم کنترل داشت. ارگان قضایی اصلی، هیئت مدیره، در مورد تمام موارد اختلاف زمین و نزاع‌های مربوط به ارث تصمیم می‌گرفت. بوروکرات‌ها (بوگیواین‌ها برای رژیم جدید از صفوف کسانی که قبل از رژیم هوجو خدمت می‌کردند استخدام شدند. آنها ارزشمند بودند زیرا خواندن و نوشتن را وظیفه ای فراتر از توان اکثر جنگجویان می‌دانستند،
تاکائوجی نوآوری را تشویق می‌کرد، در حالی که تادایوشی محافظه کار بود که می‌خواست سیاست‌های گذشته را حفظ کند. به عنوان یک رهبر نظامی، تاکائوجی به عنوان پاداشی برای قهرمانی‌های میدان نبرد، دست نشاندگانی را به پست‌های «شوگو» منصوب کرد، و املاک «شوئن» را تقسیم کرد و نیمی از آن را به دست نشاندگان خود در فیود یا به عنوان مباشر داد، که هر دو مورد اختلاف بود. توسط تادایوشی او همچنین با هر نوع تقسیم مستقیم زمین‌های دارایی مخالف بود.
همه اینها به درگیری منجر شد و منجر به از دست دادن حمایت رژیم شد. اختلاف‌های عمیق بین اعضای خاندان آشیکاگا باعث تقویت مخالفان شد. هم تادایوشی و هم تاکائوجی برای پیشبرد برنامه‌های خود به دربار جنوبی تسلیم کردند: تادایوشی می‌خواست برادران کو را نابود کند و تاکائوجی می‌خواست تادایوشی را شکست دهد.

### ظهور دربار جنوبی
این حادثه منجر به تجدید قوا در تلاش‌های جنگی دربار جنوبی شد. تا حد زیادی این تهاجم تجدید شده توسط کت‌های چرخشی رژیم موروماچی امکان‌پذیر شد. حمله امپریالیستی سال ۱۳۵۲ علیه تاکائوجی در کاماکورا توسط تعداد زیادی از هواداران سابق تادایوشی که از طرفداران رهبر امپریالیست نیتتا یوشیمونه شدند، ممکن شد. تهاجم امپریالیستی علیه کیوتو در سال ۱۳۵۳ از طریق فرار ارباب «شوگو» یامانا توکیوجی امکان‌پذیر شد. پسر خوانده تادایوشی، آشیکاگا تادافیو، در جریان حمله‌های امپریالیستی علیه کیوتو در سال‌های ۱۳۵۳ و ۱۳۵۴، رهبر ارتش‌های غربی دربار جنوب شد.

## ظهور اربابان «شوگو»

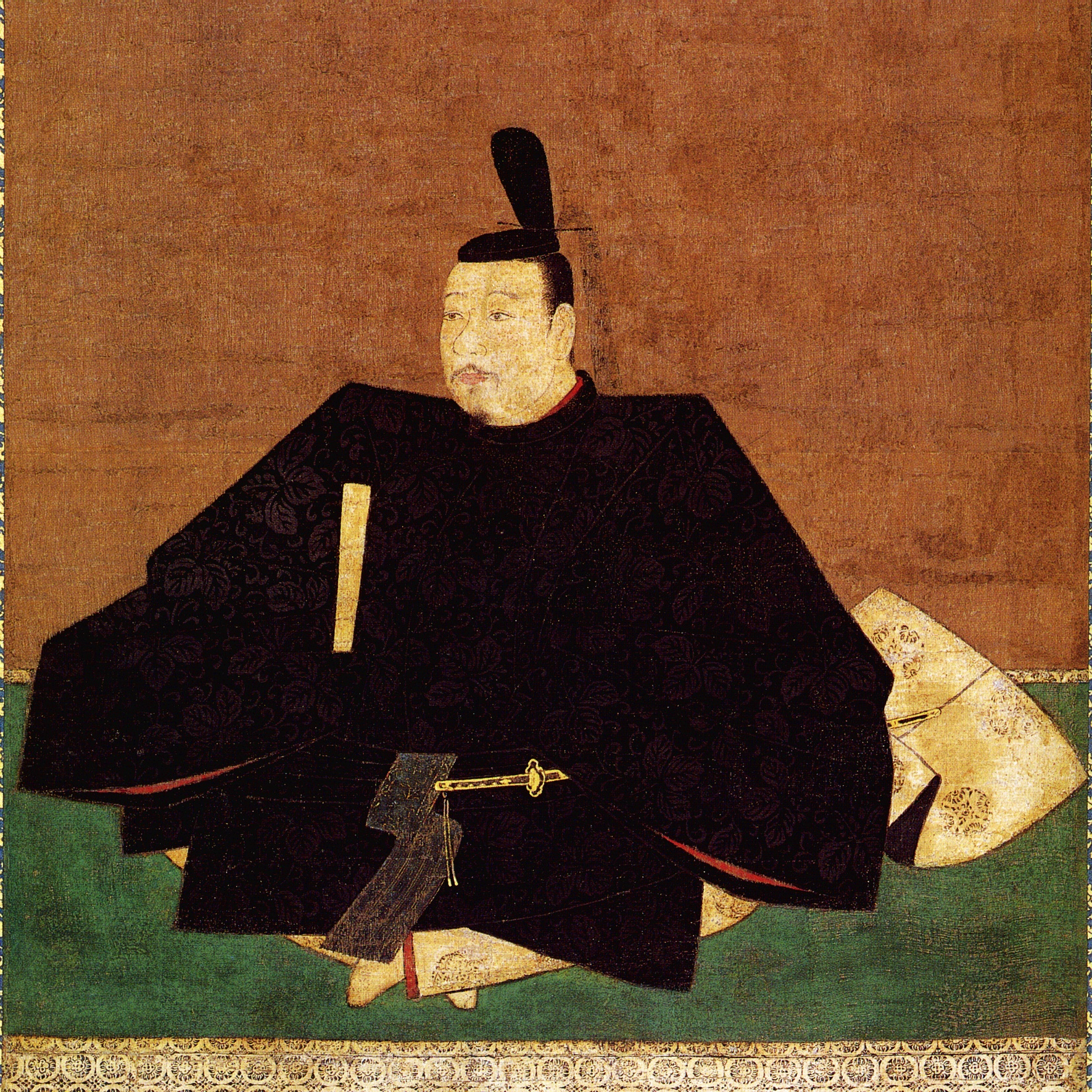
آشیکاگا تاکائوجی

شوگون آشیکاگا تاکائوجی اعضای شعبه خاندان را به عنوان اربابان شوگو در ولایت‌های مختلف غربی و مرکزی ژاپن منصوب کرد. خاندان‌های شاخه آشیکاگا که به پست‌های «شوگو» منصوب شدند شامل خاندان‌های خاندان هوسوکاوا، خاندان یامانا، خاندان ایماگاوا، خاندان هاتاکه‌یاما، نیکی، خاندان کیرا، خاندان شیبا، ایشیدو، و خاندان ایشیکی بودند. در حالی که برخی از رزمندگان به پست‌های «شوگو» منصوب شدند. ژنرال‌های موفق، که در همان زمان، رؤسای خاندان‌هایی بودند که با شورش تاکائوجی شانس خود را آزمایش کرده بودند، اغلب با این پست پاداش می‌گرفتند. هزینه عدم گره خوردن آنها به رژیم، از دست دادن حمایت آنها و تشویق استقلال آنها از رژیم بود.
«شوگو» به‌عنوان فرماندار عمل می‌کرد و وظیفه میانجیگری بین مرکز رژیم و پیرامون را بر عهده داشت. آنها به‌عنوان اربابان خود نماینده اقتدار رژیم در استان‌ها بودند. شوگوهای این دوره قدرت بیشتری نسبت به شوگون‌سالاری کاماکورا داشتند، از جمله فرستادن فرستاده‌ها به محل اختلاف‌های زمینی، اجرای قانون، صدور «هانزی» (نیم مالیات) و اخذ مالیات‌ها. آنها به دلیل داشتن قدرت بسیار بیشتر از خاندان‌های سامورایی صاحب اختیار شدند. داشتن یک قرار در سطح ولایت پس از سال ۱۳۷۲ به اربابان «شوگو» مسؤولیت اخذ مالیات («تانسن») از مالکان، اشراف و سامورایی‌ها محول شد. به عنوان واسطه، «شوگو» با افزایش مالیات‌ها سود می‌برد. در دهه ۱۳۷۰ به بعد، «شوگو» مسئولیت نظارت بر مالیاتی مبتنی بر رژیم جدید را به عهده گرفت. خاندان‌های جنگجو از دوره کاماکورا با استفاده از حقوق سرپرستی ("سوریو") مشخص می‌شدند که در آن رهبری بر خاندان‌های شاخه به رهبر خاندان اصلی اعطا می‌شد. با این حال، حقوق سرپرستی به شدت ناپایدار بود، زیرا خاندان‌های شاخه اغلب استقلال خود را ابراز می‌کردند، به‌ویژه وقتی نسل‌های جدید ظهور کردند تا پیوندهای خویشاوندی را کمرنگ کنند.
در برخی ولایت‌ها، آشیکاگا نتوانست خاندان‌های اصلی «شوگو» را جابجا کند: خاندان ساساکی، توگاشی (از مشهور توگاشی ماساچیکا)، خاندان تاکدا و خاندان اوگاساوارا در ولایت‌های مرکزی، و خاندان شیمازو، خاندان اوتومو و خاندان شونی در کیوشو. آن خاندان‌های استانی که در طول دوره کاماکورا قدرت انباشته کرده بودند، مانند خاندان اوئوچی ولایت ناگاتو و خاندان  شیمازو از قلمرو ساتسوما، در حق خود اربابان بودند و بنابراین کمتر به رژیم و «شوگو» خود وابسته بودند. عناوین فرار خاندان‌های سامورایی محلی مانند خاندان موری وجود داشت، و اربابان «شوگو» تا نیمهٔ دوم قرن چهاردهم به شیوه‌ای خطرناک و مستقل عمل کردند. در استان‌های مرکزی و غربی تقریباً نیمی از منصوبان جدید بودند. در طول آشوب کاننو، روابط ریاست آشیکاگا («سوریو») با منصوبان جدید به هیچ وجه مانع این «شوگو» از شورش آشکار علیه رژیم نشد. در واقع، نهادهای قهری رژیم در این دوره زمانی در برابر اربابان «شوگو» به طرز تاسف باری دچار ضعف بودند. با این حال، برخی از ارباب‌های «شوگو» ضعیف‌تر که هنوز قدرت خود را در استان‌ها ایجاد نکرده بودند، منافع خاصی در حفظ پیوندهای خود با رژیم داشتند.

### "شوگو" غصب توابع مدنی و "شوگو اوکه"
دفتر فرمانداری مدنی به تدریج توسط "شوگو" غصب شد، او توانست قدرت استانی خود را از طریق پیوندهای تحت سلطه سامورایی‌هایی که در طول جنگ نانبوکو-چو زمین‌های املاک را تصرف کرده بودند، مؤثر کند. سامورایی‌های ساکن در زمین‌های عمومی ("کوکوگاریو"). اربابان «شوگو» وظایف مشروعی دارند که توسط رژیم موروماچی به آنها داده شده است، و اربابان فئودال تلاش می‌کنند تا دست نشانده‌ها را از بین ببرند. در طول جنگ نانبوکو-چو، مباشران سامورایی مکرراً زمین‌های اشراف را تصاحب می‌کردند و آنها را به‌طور غیرقانونی به دارایی‌های خصوصی ("چیگیو") تبدیل می‌کردند. این منجر به انحلال کامل سیستم املاک شد. اربابان "شوگو" نیز با انباشتن املاک سابق تحت کنترل خود با حمله به سامورایی‌ها در این غصب زمین‌های عمده فروشی شرکت کردند. از سامورایی‌های کوچک تا "جیزامورای"، و سامورایی‌های محلی را به دنبال واسطه سوق داد. روابط با اربابان «شوگو» به شکل وابستگی به عنوان «شوگو» می‌تواند نوعی امنیت محلی را فراهم کند.
پیوندهای ملازمارانه بین ارباب «شوگو» و «کوکوجین» «شوگو-وکه» (قراردادهای شوگو) نامیده می‌شد.» اینجا جایی بود که یک مالک اشراف مسئولیت آن را به عهده می‌گرفت. مدیریت دارایی خود به «شوگو» در ازای درآمد تضمینی پایان سال («ننگو») تحویل مالک مقیم پایتخت. سپس ارباب "شوگو" سامورایی‌های دست نشانده ("هیکان") را در آن املاک به عنوان مدیر مورد حمله قرار داد. قراردادهای «شوگو» منافع ارباب «شوگو»، «کوکوجین» سامورایی و اشراف را به هم گره می‌زد، اما مبتنی بر برابری منافع نبود. این قرارداد برای ارباب «شوگو» بسیار مطلوب بود که از این ابزار برای گسترش روابط وابسته به سامورایی‌های محلی («کوکوجین») و گسترش پایگاه زمینی خود با هزینه اشراف استفاده کرد.
قراردادهای «شوگو» در دهه ۱۳۴۰ پدیدار شد و به تدریج گسترش یافت. اربابان هوگو" مدیریت دارایی را در ازای خدمت سربازی به سامورایی‌ها سپردند، اما اشراف از تمام اختیارها در دارایی سلب شد و به انتظار درآمد پایان سال ("ننگو") خود خلاصه شد. اشراف ناظران مالیاتی ("ننگو دایکان ") را با مبلغ گزافی استخدام کرد تا سهم خود را از درآمد تضمین کند. درآمد اشراف (که قبلاً توسط اربابان "کوکوجین" و "شوگو" کاهش یافته بود) زمانی که ناظر نصف مالیات او را گرفت، بیشتر کاهش یافت. این کاهش درآمد اشراف نتیجه عدم پرداخت تدریجی «شوگو» و سامورایی بود؛ بنابراین، اشراف، وام دهندگان ("دوسو") و بوروکرات‌ها ("بوگیوئین") را به عنوان راهی برای فشار بر جنگجویان استخدام کردند. اما حتی این نیز بی‌اثر بود زیرا دست‌های مزدور مجبور بودند با رزمندگان مذاکره کنند.

### شوگو و زمین‌های عمومی (کوکوگاریو)
تصویری که تا همین اواخر گم شده بود، سرنوشت زمین‌های عمومی ("کوکوگاریو") در دوره موروماچی و نقش اربابان "شوگو" در تجاوز به آنها بود. زمین‌های عمومی (کوکوگاریو) در دوره هیان از زمین‌های خصوصی املاک ("شوئن") متمایز می‌شدند، زیرا دومی‌ها از مالیات دولتی مصون بودند. قبل از ظهور املاک خصوصی، تنها نوع زمین‌ها، زمین‌های عمومی بودند که تحت مدیریت مدنی قدیمی نگهداری می‌شدند. با ظهور املاک خصوصی به نام «شوئن»، در دوره هیان، زمین‌های عمومی به هیچ وجه ناپدید نشدند: در جزئیات، زمین‌های عمومی تفاوت بسیار کمی با املاک خصوصی داشتند. هر دو متعلق به مالکان غایب بودند. آنها فقط از نظر اداری متفاوت بودند: املاک خصوصی مستقیماً توسط مقام‌ها اشراف اداره می‌شد، در حالی که زمین‌های عمومی توسط فرمانداران مدنی (کوکوگا یا کوکوشی) به نمایندگی از طرف اول اداره می‌شد.
در دوره کاماکورا، زمین‌های عمومی به عنوان مالکیت خصوصی ("چیگیو") در اختیار مالکان مختلف قرار داشت. این زمین داران شامل خانه‌های اشراف، مؤسسه‌های مذهبی و رزمندگان بودند. کل مناطق کانتو و شمال شرق توسط جنگجویان نه به عنوان مدیران املاک، بلکه به عنوان دارایی‌های خصوصی تحت کنترل بود. استان‌های کانتو به عنوان خصوصی به رژیم کاماکورا داده شد. زمین‌ها ("چیگیوکوکو"). رژیم آشیکاگا این سرزمین‌ها را به ارث برد و به‌طور سرنوشت ساز تصمیم گرفت که اربابان "شوگو" را بر آنها قرار دهد.
یکی از وظایف اصلی فرمانداری مدنی (کوکوشی) نظارت بر عدالت کیفری در استان‌ها و نگهداری از مالکیت‌های خصوصی در اراضی عمومی (کوکوگاریو) بود، اما عملکرد وی با ظهور کاماکورا شروع به تغییر رژیم کرد. با انتصاب پاسبان‌های "شوگو" توسط کاماکورا، همه جنایتکاران صلاحیت در استان‌ها به دست او رسید. اما فرماندار مدنی ("کوکوشی") به عنوان افسر کلیدی در اداره مدنی ("ریتسوریو") باقی ماند و اطمینان حاصل کرد که اجاره از دارایی‌های خصوصی به اشراف غایب و مؤسسه‌های مذهبی ("جیشا هونجو" می‌رسد) در کیوتو و در استان یاماشیرو. نظارت او شامل دارایی‌های خصوصی جنگجویان نمی‌شد که معمولاً در کانتو و بیشتر شمال متمرکز بودند.
با شروع جنگ نانبوکو-چو، اداره مدنی («ریتسوریو») به سرعت شروع به فروپاشی کرد و اربابان «شوگو» که در دوره کاماکورا نقش کوچکی در حکومت استانی داشتند، برای غصب ظاهر شدند. وظایف فرماندار مدنی این بلافاصله در هر استانی اتفاق نیفتاد، بلکه بدون وقفه رخ داد تا اینکه اربابان «شوگو» به حاکمان واقعی زمین‌های عمومی تبدیل شدند. هنگامی که آنها نظارت بر مالکیت‌های خصوصی را در زمین‌های عمومی به دست گرفتند، با انواع مختلفی از مالکان: اشراف، سامورایی‌ها از انواع مختلف (کوکوجین، جیزامورای) و مؤسسه‌های مذهبی ارتباط برقرار کردند. آنها پیروان خود را در این سرزمین‌ها مورد حمله قرار دادند و سرزمین سامورایی‌های موجود را در ازای خدمت سربازی مجدداً تأیید کردند و قراردادهای «شوگو» با اشراف با نتایج قابل پیش‌بینی منعقد کردند. سامورایی‌ها (کوکوجین) در املاک، پیوندهای تحت سلطه در زمین‌های عمومی به منبعی کلیدی تبدیل شد که قدرت اربابان «شوگو» را افزایش داد.
علاوه بر این، در سال ۱۳۴۶، ده سال پس از ظهور رژیم موروماچی، شوگون با دادن حق قضاوت در مورد سرقت محصول‌های کشاورزی در املاک، و واگذاری موقت زمین به دست نشاندگان مستحق، قدرت را از نیروهای امپریالیستی غیرمتمرکز کرد. این امر تا آنجا که مهم بود مناطق سنتی حوزه قضایی کاماکورا توسط رژیم موروماچی «تسلیم» شدند. پیش از این، تمام موارد سرقت محصول یا واگذاری زمین به شدت تحت مدیریت کاماکورا بود. همچنین در این زمان، نیروهای امپریالیستی بدترین شکست‌ها را متحمل می‌شدند و زمین‌های دشمن را برای مصادره و جابجایی باز می‌کردند. با اعطای این صلاحیت‌های جدید به اربابان «شوگو»، موقعیت آنها به عنوان فرماندار بر اولایت‌های تعیین شده آنها بیشتر شد.

### مشروعیت و حدود قدرت
در این مقام دوگانه، اربابان «شوگو» باید با سایر سامورایی‌های زمین‌دار در استان‌ها بر سر زمین‌هایی که به عنوان فرماندار اداره می‌کردند، اما شخصاً مالک آن نبودند، رقابت می‌کردند. مانند مالکان اشراف، یک ارباب «شوگو» تنها دارای زمین‌هایی در مناطق پراکنده در چندین استان بود. قدرت او بر اساس مالکیت شخصی زمین مانند اربابان سرزمینی (دایمیو) قرن شانزدهم نیست، بلکه بر اساس وفاداری سامورایی‌های محلی از طریق پیوندهای وابسته ساخته شده است. وجود دارد. پتانسیل اجباری بسیار بیشتری توسط اربابان سرزمینی قرن شانزدهم اعمال می‌شد، زیرا پیوندهای تحت سلطه آنها بر اساس آنها بود. مالکیت زمین‌های اطرافشان: به عنوان مالک می‌توانستند آن‌طور که صلاح می‌دانند، زمین را کنار بگذارند، و از شر رعیت‌های سرکش خلاص شوند. در قرن چهاردهم، اربابان «شوگو» نمی‌توانستند مالکیت وسیع استان را بر قلمرو ادعا کنند: اولاً، مفهوم مالکیت شخصی استانی هنوز توسعه نیافته بود. ثانیاً، آنها هرگز مقادیر زیادی دارایی شخصی را جمع‌آوری نکردند، بلکه بیشتر به استفاده از چارچوب سنتی اراضی دارایی و زمین‌های عمومی برای نابودی دست نشاندگان خود متکی بودند. این معمای مرکزی قرن چهاردهم است: تکه‌تکه شدن و انحلال سیستم املاک و ناپدید شدن اداره مدنی با تکثیر اراضی خصوصی مصادف شد، اما چارچوب بیرونی سیستم املاک ("شوئن") و سیستم زمین‌های عمومی کوکوگاریو)، اگرچه فاقد محتوا بود، اما همچنان باقی ماند. با توجه به پراکندگی، این پیوندهای میانجی دست نشانده «شوگو» و نقش «شوگو» به عنوان فرماندار استان بود که به ادغام نیروهای ناهمگون تا حدی کمک کرد.
جای تعجب است که چگونه سیستم املاک با توجه به ویرانی‌هایی که به دست رزمندگان متحمل شده بود، زنده ماند. دو دلیل برای زنده ماندن آن به شکل ضعیفی که در بالا توضیح داده شد وجود داشت: یکی وجود رژیم موروماچی بود که به‌طور مداوم سیستم املاک را در مواجهه با تهاجم‌های جنگجویان حفظ می‌کرد. همان‌طور که قبلاً توضیح داده شد، آشیکاگا تاکائوجی تلاش کرد برای اطمینان از اینکه از محدودیت‌های تعیین شده برای رزمندگان با نصف مالیات تجاوز نمی‌شود، اما او نتوانست ترتیباتی مانند «شوگو» را دور بزند. قراردادی که واقعاً اشراف را از دارایی و درآمد آن محروم کرد. خود اقدام نیمی از مالیات، اشراف را از تصرف کامل دارایی به دست سامورایی‌ها محافظت نمی‌کرد، حتی اگر سامورایی‌ها مجبور بودند بخشی را برای اجرای قانون نصف مالیات تحویل دهند. در نهایت، این دولت موروماچی بود که اطمینان حاصل کرد که سامورایی‌ها سهم خود را از درآمد به اشراف می‌پردازند.
دلیل دیگر بقای سیستم املاک به مشروعیت طبقه اشراف مرتبط بود. ظهور جنگجویان در میان کشاورزان ساکن در املاک محبوبیتی نداشت. دست لطیف‌تر آقازاده‌ها، همان دستی بود که مردم به آن احترام می‌گذاشتند. جلوگیری از نافرمانی و شورش آشکار در میان مردم یکی از دلایلی بود که هم اربابان «شوگو» و هم کوکوجین به شکل ظاهری ساختار املاک احترام گذاشتند. برای مشروعیت بخشیدن به فرمانروایی خود در نظر کشاورزان، جنگجویان در چارچوب ساختار املاک کار می‌کردند، حتی اگر این ساختار کاملاً تغییر کرده بود. یک مورد می‌تواند باشد باعث شد که سیستم املاک، خارج از استان یاماشیرو، به حدی فرسوده شده بود که اشراف نفوذ کمی در ولایت‌ها داشتند.

## تثبیت قدرت: ۱۳۶۰–۱۳۷۰
در سال ۱۳۵۸ پس از مرگ تاکائوجی، حکومت شوگون به پسرش یوشیاکیرا رسید. تحت رهبری او و «کانری» هوسوکاوا یوری‌یوکی، رژیم موفق به ادغام اربابان شوگو در دهه‌های ۱۳۶۰ و ۱۳۷۰ شد. خاندان‌های شاخه «شوگو» آشیکاگا اکنون در بوروکراسی دولتی استخدام شده بودند. این به دلیل ظهور سیستم شورایی «کانری» بود که اربابان «شوگو» را محکم به رژیم گره زد. هژمونی شوگون‌سالاری نیز اکنون قوی تر شده بود و این به آنها اجازه داد تا اربابان «شوگو» خطاکار را تنبیه کنند. همچنین آثار مصوبه مالیات بر نیم سال ۱۳۶۸; سیستم رتبه‌بندی دربار که شوگون‌سالاری را به دربار امپراتوری نزدیکتر می‌کرد. و محدودیت‌های قدرت موروماچی در نواحی کیوشو و کانتو، همگی به تحکیم قدرت موروماچی کمک کردند.
یوشیاکیرا برای اصلاح روابط پس از آشوب کاننو با ایجاد سیستم شورایی «کانری» در سال ۱۳۶۲ رژیم را سازماندهی مجدد کرد. این سیستم از دو مؤلفه تشکیل شده بود، دفتر «کانری» و شورای رعیت ارشد. ("جوشین کایگی") که "کانری" بر آن ریاست می‌کرد. این سیستم قدرتمندترین خاندان‌های «شوگو» را به‌عنوان شرکت‌کنندگان در اداره مستقیم ژاپن مرکزی و غربی درگیر می‌کرد. همراه با شوگون، شورای «کانری» به وجود آمد تا قلب رژیم موروماچی را تشکیل دهد تا جایی که مورخان این رژیم را به عنوان سیستم «باکوفو» - «شوگو» توصیف کردند.

### شورای «کانری»
خود درگیری که با آشوب کاننو به وجود آمد، به دلیل جدایی و درگیری بین نهادهای وابسته نظامی تحت کنترل تاکائوجی و نهادهای بوروکراتیک ـ قضایی تحت کنترل تادایوشی بود. با ظهور سیستم شورای کانری، اربابان «شوگو» که نماینده ارتش بودند محکم به بوروکراسی گره خوردند.
کار "کانری" این بود که به عنوان یک سخنگوی بین شورای عالی رعیت ("جوشین کایگی") و شوگون عمل کند. «کانری» نیز این مسئولیت را برعهده داشت که به‌طور روزانه عناصر بوروکراتیک رژیم را بررسی کند، مشورت کند و دستورهای شوگونی را به شورا و بوروکراسی منتقل کند. در این سیستم، سیاست رژیم در رایزنی‌های بین شورا و شوگون تدوین می‌شد، هرچند تصمیم‌های نهایی توسط شورای دوم اتخاذ می‌شد.
کانری به‌طور مداوم از یک گروه ارثی متشکل از سه خاندان «شوگو» مربوط به تاکائوجی در چهار نسل انتخاب شد (پاپینو ۱۹۷۲:۲۷): سه خاندانخاندان هوسوکاوا، خاندان هاتاکه‌یاما و خاندان شیبا، به نوبت این پست را پر کردند. آنها بالاترین رتبه خاندان‌های «شوگو» در رژیم بودند. شورا در ابتدا از رؤسای این سه خاندان «شوگو» به همراه چهار تن دیگر از خاندان‌های قدرتمند «شوگو» تشکیل می‌شد: خاندان یامانا، خاندان ایشیکی، خاندان آکاماتسو و خاندان کیوگوکو. دو خاندان آخر با هم ارتباطی نداشتند. خاندان آشیکاگا این روند گنجاندن خاندان‌های «شوگو» غیرمرتبط در شورا را با به‌کارگیری خاندان‌های اوچی، ساساکی و توکی در چند دهه بعد نیز ادامه یافت. این روند نشان می‌دهد که خاندان‌های قدرتمند «شوگو»، صرف نظر از خویشاوندی، با رژیم گره خورده بودند. تضاد منافع بین اربابان «شوگو» و شوگون با اجازه دادن به اربابان «شوگو» در بحث‌های درون شورا نهادینه شد.
هیئت نگهبانان (سامورایی-دوکورو) نیز توسط یکی از اعضای ارشد شورای ملازم که در قرن چهاردهم از میان خاندان ایماگاوا (که کمی بعد عضو شورا شد)، هوسوکاوا، هاتاکیاما، شیبا و توکی هیئت نگهبانان مسئولیت عملکرد نیروی انتظامی و اجرای عدالت کیفری در کیوتو را بر عهده داشتند، رهبری می‌شد. صاحب منصب به‌طور خودکار تبدیل به شوگو می‌شد و بر ولایت یاماشیرو، ثروتمندترین و پرجمعیت‌ترین ولایت ژاپن تسلط داشت و مسئولیت حفاظت از مقر رژیم و کیوتو را بر عهده داشت. در آغاز قرن پانزدهم، رئیس هیئت نگهبانان از میان چهار خاندان «شوگو»: یامانا، آکاماتسو، کیوگوکو و ایشیکی انتخاب می‌شد.
مشارکت "شوگو" در شورای عالی اعظم و در هیئت نگهبانان مهم بود زیرا از طریق استفاده از این ابزارهای واسطه بود که شوگون آشیکاگا توانستند دولت را تحت هدایت خود متمرکز کنند. خویشاوندی به شکل پیوندهای ریاستی ("سوریو")، به عنوان یک مکانیسم استخدام بزرگ به نظر می‌رسد، در اینجا نیز اربابان "شوگو" عمدتاً خاندان‌های شاخه ای از آشیکاگا بودند. با این حال، این پیوندهای خویشاوندی در میانجی گری بین اربابان «شوگو» نیمه مستقل و رژیم تأثیر چندانی نداشت. این مشارکت مؤثر اربابان «شوگو» در حکومت از طریق سیستم شورای «کانری» بود که منافع آنها را محکم‌تر از قبل به رژیم پیوند می‌داد.

### ائتلاف آشیکاگا و شوگو
در سال ۱۳۶۲، دو خانه «شوگو» قدرتمند کشور، خاندان اوئوچی و خاندان یامانا خود را به رژیم آشیکاگا تسلیم کردند، به شرطی که شوگون در امور داخلی دخالت نکند. امور ولایت‌های مربوط خود (گروسبرگ ۱۹۸۱:۲۵). متعاقباً، یامانا، که با آشیکاگا مرتبط بودند، و اوچی‌ها، که با آنها ارتباط نداشتند، شروع به ایفای نقش مهمی فزاینده در امور دولتی کردند. با این حال، در عرض چند دهه، هر دو خانه «شوگو» به اندازه کافی قدرتمند شدند که خشم شوگون را متحمل شوند.
در سال ۱۳۶۶، اولین پدر صاحب منصب «کانری»، شیبا تاکاتسونه، که قدرت واقعی بر پسر سیزده ساله‌اش داشت و قرار دادن اعضای خاندان شیبا در اداره‌های کلیدی دولتی را مهندسی کرد، به دلیل او خائن اعلام شد. افزایش قدرت و تکبر (او با پذیرش پست «کانری» احساس تحقیر کرد، بنابراین پسرش را به جای آن منصوب کرد).
در اولین نمایش قدرت علیه یک خاندان مهم «شوگو»، یوشیاکیرا به اربابان یامانا، ساساکی، یوشیمی و «شوگو» توکی دستور داد تا به شیبا در استان ولایت اچیزن حمله کنند. شیبا شکست خورد و قلمرو آنها در اچیزن دوباره توزیع شد.
در سال ۱۳۶۷، پس از برکناری خاندان شیبا، هوسوکاوا یوری‌یوکی به عنوان جانشین منصب «کانری» معرفی شد: پس از مرگ شوگون یوشی‌آکیرا، یوریوکی در دوران اقلیت شوگون جوان آشیکاگا یوشی‌میتسو موفق شد رژیم را بر پایه محکم تری قرار دهد.
استفاده از اربابهای «شوگو» برای حمله به یکی از همکاران خود در سال ۱۳۶۶ نشان دهنده اقتدار رو به رشد شوگون در مقایسه با اربابان «شوگو» است. تا آن زمان، هیچ مکانیزم تنبیهی واقعی وجود نداشت که شوگون بتواند علیه اربابان «شوگو» خود استفاده کند. قرار دادن یک ارباب «شوگو» در برابر دیگری، دست شوگون را تقویت کرد.
در سال ۱۳۶۲، آخرین حمله دربار جنوبی علیه کیوتو، آشیکاگا را مجبور به عقب‌نشینی از پایتخت کرد، اما مانند بسیاری از تلاش‌های قبلی، امپریالیست‌ها در نهایت مجبور شدند در مقابل یک ضدحمله بزرگ بدون انجام کاری عقب‌نشینی کنند.
شور و نشاطی که در دهه ۱۳۵۰ در میان ارتش‌های امپریالیستی وجود داشت کم رنگ شده بود. مقاومت پس از این تاریخ پراکنده و کاملاً دفاعی شد. سرانجام در سال ۱۳۶۹، یک سال پس از مرگ امپراتور گو-موراکامی، ژنرال سرسخت امپریالیست کوسونوکی ماسانوری تسلیم رژیم شد. تسلیم شدن او به تهدید امپریالیستی برای ولایت‌های مرکزی پایان داد.

### مشروعیت امپراتوری
در سال ۱۳۷۰، ایماگاوا سادایو (ریوشون) توسط «کانری» یوریوکی و شورای رعیت ارشد منصوب شد تا آخرین سنگر مقاومت دربار جنوبی در کیوشو را سرنگون کند. پس از یک کارزار طاقت فرسا دوازده ساله، مقاومت امپریالیستی با شکست خاندان کیکوچی در سال ۱۳۸۱ فروپاشید. و با مرگ شیمازو اوجیهیسا در سال ۱۳۸۵، آخرین قلمرو استانی کیوشو وفاداری خود را به رژیم اعلام کرد. با سقوط کیوشو، کل غرب ژاپن تحت سلطه حکومت قرار گرفت. رژیم آشیکاگا. با این حال، مبارزه‌های انتخاباتی به تنهایی برای مشروعیت بخشیدن به حکومت آشیکاگا بر اشراف کافی نبود.
پس از سال ۱۳۶۷، در زمان اقلیت شوگون سوم آشیکاگا یوشی‌میتسو، هوسوکاوا یوریوکی «کانری» در تلاش برای مشروعیت بخشیدن به رژیم از دیدگاه اشراف فعال شد. او این کار را از طریق یک سری اقدام‌های بسیار محافظه کارانه انجام داد و در میان اشراف کیوتو اعتبار به دست آورد. او با شرکت شوگون جوان در آن از یک سیستم رتبه‌بندی باستانی دربار استفاده کرد. او همچنین رژیم را بسیار نزدیکتر از هر رهبر جنگجوی دیگری با دربار مرتبط کرد. با انجام این کار، او رژیم را به دربار امپراتوری نزدیکتر کرد و بدین وسیله ننگ ایدئولوژی را که به درگیری نانبوکو-چو دامن می‌زد پاک کرد: آشیکاگا تاکائوجی به عنوان یک خائن در نظر گرفته می‌شد که علیه احیای قدرت امپراتوری می‌جنگد.
جامعه درباری به دلیل محبوبیتش در میان طبقه‌های مختلف جامعه ژاپن، مدت طولانی دوام آورد. در سطح املاک، کشاورزان نسبت به جنگجویان احساس نزدیکی بیشتری به اشراف داشتند. با وجود کاهش قدرت اشراف، نفوذ آنها بسیار فراتر از قدرت واقعی آنها بود، زیرا آنها دارای مشروعیت سنت و کاریزمای فرهنگی بودند که رزمندگان از آن برخوردار نبودند. به همین دلیل بود که یوریوکی شوگون جوان را در مراسم دربار شرکت می‌داد: این شرکت شامل بالاترین رهبر نظامی در سیستم رتبه‌بندی درباری می‌شد که قدمت آن به چندین قرن پیش می‌رسید و مقدمه آن برتری خط امپراتوری بر همه از جمله جنگجویان بود. باید از امپراتور القاب دریافت می‌کرد. رژیم آشیکاگا با شرکت در این آیین رتبه‌بندی دربار، پیامی قوی به کل جامعه می‌فرستاد: اینکه مشروعیت اعطا شده توسط دربار همچنان معتبر و مهم است. این مشارکت پل زد. تنش‌های بین رژیم جنگجو و دربار و تأثیر ناخواسته اشاعه فرهنگ درباری در میان طبقه رزمنده داشت. خود جنگجویان جذب فرهنگ اشراف شده بودند و از ذوق و سلیقه آنها مانند مشارکت در ساخت باغ‌های صخره ای ذن الگوبرداری می‌کردند. ارتباط برقرار شده بین شوگون و دربار امپراتوری در اواخر قرن چهاردهم، تأثیری بر گسترش مشروعیت قدرت شوگون داشت.
"کانری" یوریوکی آخرین فرمان نیمه مالیاتی ("هانزای") را در سال ۱۳۶۸ ابلاغ کرد. این فرمان منافع اشراف را به رژیم گره می‌زد: نصف کردن زمین‌های متعلق به خانواده امپراتوری (زمین‌های تحت کنترل) را غیرقانونی اعلام کرد. معابد بزرگ) و آنهایی که در اختیار نایب‌السلطنه‌های امپراتوری (خاندان فوجیوارا بودند). استثناها شامل زمین‌های اشراف بود که توسط شوگون قبلی به آنها عنوان کامل داده شد، و املاکی که توسط مهمانداران سامورایی (جیتوها) اداره می‌شد. این فرمان برای همه املاک در سراسر کشور قابل اجرا بود و منجر به جلوگیری از تهاجم بیشتر سامورایی‌ها به املاک و دفاع از منافع اشراف در برابر هجوم سامورایی‌ها طرح شده بود. برخلاف احکام قبلی نیمه مالیاتی، این مصوبه محافظه‌کارانه بود و هدف آن حفاظت از اراضی اشراف از تقسیم به جای توجیه آن بود.
واقعیت‌های هجوم سامورایی‌ها که قبلاً رخ داده بود، قابل تغییر نبود. آنچه که از نظر ایدئولوژیک آشکارا بیان می‌شد، از آنچه که در واقع در استان‌ها اتفاق می‌افتاد، فاصله گرفت. هجوم سامورایی‌ها و اربابان «شوگو» به املاک علیرغم فرمان ۱۳۶۸ شدید بود و با شروع قرن پانزدهم، این روند زمین خواری بیش از پیش آشکار شد. شوگون‌های آشیکاگا نتوانستند جلوی تهاجم‌های به املاک را بگیرند. فرمان ۱۳۶۸ هر چند ناکارآمد، منافع اصیل را به رسمیت شناخت و از نظر ایدئولوژیک توسط یک رژیم جنگجو دفاع کرد و در این روند منافع هر دو را به هم گره زد.
حکومت مستقیم رژیم موروماچی که در دهه ۱۳۶۰ پدیدار شد، برخلاف اینکه رژیم قبلی کاماکورا در منطقه کانتو مستقر بود، از نظر جغرافیایی به استان‌های غربی و مرکزی محدود می‌شد. اربابان خارج از "شوگو" ("توزاما") غیر مرتبط با آشیکاگا مانند خاندان تاکدا، خاندان چیبا، یوکی، خاندان ساتاکه، اویاما، اوتسونومیا، خاندان شونی، خاندان اوتومو، آسو، و خاندان شیمازو خاندان‌هایی که همگی در مناطق کانتو و کیوشو یا در نزدیکی آن متمرکز بودند، در سیستم شورای «کانری» شرکت نکردند و نیمه مستقل از رژیم بودند. آنها به‌طور ضمنی توسط آشیکاگا به رسمیت شناخته شدند و به آنها لقب «شوگو» داده شد، به دلیل موقعیت غالب آنها در مناطقی که به راحتی از کیوتو نمی‌توان آنها را کنترل کرد.

### کیوشو
پس از کمپین کیوشو که در سال ۱۳۷۰ آغاز شد، معاون کیوشو (تاندای) نماینده رژیم موروماچی در آن جزیره شد. ایماگاوا سادایو (ریوشون) به‌طور مؤثر مبارزهای انتخاباتی علیه نیروهای دربار جنوبی و شیمازو اوجیهیسا را تحت تعقیب قرار داد. نمایندگانی مانند سادایو نمایندگان موروماچی بودند، حتی زمانی که آنها به‌طور کامل تسلیم شدند. قدرت توسل به سامورایی‌های محلی به عنوان مثال، در سال ۱۳۷۷ قراردادی بین سادایو و یک اتحاد سامورایی (ایکی) متشکل از شصت و یک سامورایی محلی منعقد شد. این قرارداد تصریح می‌کرد که تمام اختلاف‌های بین اعضای اتحاد به معاون کیوشو منتقل می‌شود، در حالی که اختلاف‌های بین اعضای اتحاد و خود معاون به رژیم موروماچی در کیوتو منتقل می‌شود (Harrington 1985:87). معاونت هم منافع رژیم و هم منافع منطقه را متحد کرد. موقعیتی نامطمئن به دلیل وسوسه استقلال بود. با این حال، رژیم موروماچی کنترل مستقیم خود را بر کل قلمرو خود گسترش نداد، و بنابراین برای تأثیرگذاری بر اربابان «شوگو» و سامورایی‌ها به افراد منصوب تکیه کرد.

### کانتو
در اواخر قرن چهاردهم، منطقه کانتو تحت سلطه خاندان‌های جنگجوی قدرتمند بود. از این میان، خاندان اوئه‌سوگی قدرتمندترین بودند. آنها توانستند از درگیری‌هایی که بین خاندان‌ها در منطقه به راه افتاد برای پیشبرد منافع خود استفاده کنند. در سال ۱۳۶۸، خانواده اوتسونومیا علیه مقر کاماکورا رژیم موروماچی شورش کردند، زیرا آنها پست‌های «شوگو» خود را به خاندان اوئه‌سوگی از دست داده بودند. اوئه‌سوگی توانست نفوذ خود را با گرفتن و جمع‌آوری پست‌های «شوگو» و با به خطر انداختن دست نشاندگان به هزینه خاندان‌های دیگر گسترش دهد.
مقر کاماکورا جایی بود که رژیم می‌توانست در منطقه درخواست دستور کند. این ستاد به‌طور فزاینده‌ای از رژیم مستقل شد و سپس به اختلاف‌های منطقه‌ای، مالیات‌های منطقه‌ای رسیدگی کرد و با اربابان «شوگو» با کمترین دخالت رژیم که مقرش در کیوتو بود، ارتباط برقرار کرد، حتی باوجود اینکه «حق تأیید دامنه‌ها و تأیید انتصاب‌های شوگو» در کیوتو بود.

## تمرکز قدرت: ۱۳۷۹–۱۳۹۹
مناطق مقاومت یکی پس از دیگری در دهه حساس دهه ۱۳۶۰ به دست رژیم موروماچی افتاد. اربابان قدرتمند «شوگو» مانند اوچی‌ها و یامانا خود را به عنوان اربابان نیمه مستقل تسلیم کردند. مقاومت دربار جنوبی با گذشت زمان بیهوده تر شد. از نظر نظامی، رژیم توانست در سال ۱۳۶۶ با اشاره به تبعیت فزاینده «شوگو» از کنترل شوگونی، از خدمات ارباب‌های «شوگو» برای حمله به یکی از همکاران خود بخواهد. دست در دست ایجاد نظام شورای کانری و مشارکت روزافزون خانواده‌های قدرتمند «شوگو» در بوروکراسی «باکوفو» و نیز پیوندهای نزدیکتر با دربار امپراتوری، پایگاه مشروع رژیم را گسترش داد. توسعه ارتش شوگون و استفاده از درآمدهای تجاری/کشاورزی و مالیات توسط رژیم نیز به تمرکز قوی تر قدرت توسط شوگون کمک کرد.
با این حال، از نظر جغرافیایی، رژیم موروماچی از نظر دامنه محدود بود و صلاحیت خود را در مناطق کانتو و کیوشو به نمایندگان منطقه ای تفویض کرد و کنترل کم و بیش مستقیم فقط بر استان‌های مرکزی و غربی هونشو را در دست داشت. به مدت پنجاه سال پس از به قدرت رسیدن آشیکاگا یوشی‌میتسو در سال ۱۳۷۹، رژیم موروماچی وارد قدرتمندترین مرحله خود به عنوان دولت بی‌رقیب ژاپن شد.

### آشیکاگا و دربار امپراتوری
تحت آشیکاگا یوشی‌میتسو (۱۳۷۹–۱۴۰۸) که پس از برکناری یوریوکی به‌عنوان «کانری» زمام قدرت را در دست گرفت، شاهد بلوغ اشکال معماری و فرهنگی بود که از آن به بعد فرهنگ ژاپن را مشخص می‌کرد. ارتباط نزدیک او با دربار امپراتوری و فرهنگ آن، و حمایت او از هنرهای جدید به اشاعه این فرهنگ به اشراف نظامی و اربابان «شوگو» کمک کرد. این ارتباط بین شوگون و دربار امپراتوری اعتبار بیشتری برای هر دو نهاد به ارمغان آورد و به شوگون هاله ای از مشروعیت مدنی و فرهنگی داد که رژیم قبلی کاماکورا فاقد آن بود و برای جنگجویان انکار می‌شد.

### سیاست اقامت اجباری
در دهه ۱۳۸۰، سیستم شورای کانری توسط یوشیمیتسو تقویت شد، زمانی که او اربابان «شوگو» غربی و مرکزی را متقاعد کرد که در کیوتو اقامت کنند. او حتی در سال ۱۳۸۹ به دیدار اوچی یوشیهیرو رفت و او را متقاعد کرد که در یکی از مدارهای به اصطلاح زیارتی خود در کیوتو زندگی کند (از این مدارها برای نمایش قدرت او در استان‌هایی که در آن سفر می‌کرد استفاده می‌شد). این سیاست شوگون را قادر می‌سازد تا کنترل خود را در اطراف اربابان «شوگو» محکم کند. اجازه خروج از پایتخت به ندرت به ارباب «شوگو» داده می‌شد، تنها پس از بحث در شورای عالی اعطا می‌شد. حتی زمانی که در مورد شورش استانی یا فعالیت چریکی دربار جنوبی مجوز داده شد، گروگان‌های مناسب در کیوتو رها شدند. اگر ارباب «شوگو» بدون اجازه رفت، آن را مساوی خیانت می‌دانستند.
کانتو و کیوشو «شوگو» از این دستور اقامت اجباری در کیوتو مستثنی بودند. با این حال، مقر کاماکورا رژیم موروماچی سیاست مشابهی را در مورد اربابان کانتو «شوگو» وضع کرد و آنها را وادار کرد تا عمارت‌هایی در کاماکورا ایجاد کنند، درست همان‌طور که اربابان «شوگو» غربی و مرکزی در کیوتو عمارت می‌ساختند. ref>Kawai 1977:68.</ref> داشتن ساختمان عمارت در کیوتو مد شد و در نهایت شامل «شوگو» شد. اربابانی مانند خاندان شیمازو کیوشو، که تصمیم گرفت در کیوتو زندگی کند، حتی اگر او مجبور به این کار نبود.
اربابان «شوگو» در این مورد انتخاب چندانی نداشتند زیرا در معرض خطر قرار گرفتن خائن بودند. این سیاست اقامت، قدرت اربابان «شوگو» را به شدت محدود کرد زیرا آزادی حرکت آنها دور زده شد. همچنین در ربع دوم قرن پانزدهم، قدرت واقعی در استان‌ها از اربابان «شوگو» دور شد و بر معاون «شوگو» («شوگو دای») و سایرین مستقر شد. سامورایی‌های مستقل (جیزامورای) که در استان‌ها ساکن بودند؛ بنابراین، این سیاست یک فاجعه بلندمدت برای اربابان «شوگو» بود. استخدام معاون «شوگو» توسط سیاست اجباری سکونت ضروری بود اگر اربابان شوگو باید قدرت خود را در استان‌ها حفظ می‌کردند. در کوتاه مدت، استخدام اعضای خانواده شعبه و سامورایی «کوکوجین» به عنوان معاون «شوگو» و استفاده از آنها به عنوان نمایندگان خود در استان‌ها به خوبی جواب داد. اما در درازمدت، قدرت از دستان «شوگو» به دست کسانی که آنها استخدام می‌کردند، منتقل شد.

### ارتش شوگون‌سالاری
یوشیمیتسو از استفاده از نیروی نظامی برای تقلیل اربابان "شوگو" به اطاعت به بهانه اینکه آنها بیش از حد قدرتمند شده‌اند، تردیدی نداشت. او یک ارتش شوگون‌سالاری جدید ("گوبانشو") متشکل از پنج لشکر که در مجموع حدود ۳۰۰۰ نفر به او وابسته بودند، تشکیل داد. زمانی که آنها توسط کمک‌های دیگر اربابان "شوگو" تقویت شدند. ارتش شوگون‌سالاری به عنوان یک نیروی مجزا، شوگون را مستقیماً با دست نشاندگان خود وصل می‌کرد و همچنین از سامورایی‌های کوکوجین تشکیل می‌شد. ارتش شوگون‌سالاری همچنین به عنوان بازرسی نیروهای «شوگو» عمل کرد. اولین آشیکاگا شوگون، آشیکاگا تاکائوجی، با مباشران سامورایی در زمین‌های ملکی ارتباط برقرار کرد. در سرتاسر دوره اولیه موروماچی، این سلسله مراتب تابعه جداگانه تحت فرمان شوگون نیز کنترل مهمی بر قدرت «شوگو» بود.
ارتش شوگون دارای دو جزء بود: محافظ شوگون‌سالاری ("شین ایگون") که شامل اعضای خانواده شاخه آشیکاگا، بستگان "شوگو" و اعضای خانواده شاخه "شوگو"، دیگر پسران و برادران مقام‌های رژیم بود. و مهم‌تر از همه، کوکوجین قدرتمند. این گروه با تعداد (حداکثر) ۳۵۰ مرد، بدنه ای منسجم و وفادار بود و آماده دفاع از شخصیت شوگون به هر قیمتی بود. پیدایش شوگون به سال ۱۳۳۶ بازمی‌گردد، زمانی که تاکائوجی بسیاری از سامورایی‌ها را به عنوان دست نشاندگان خانه معرفی کرد. به عنوان یک ارتش ذخیره استفاده می‌شود. آرنسن محاسبه کرد که تعداد دست نشاندگان مستقیم در محافظ شوگون‌سالاری ۶۰٪ تا ۷۰٪ تعداد ملازمان مستقیم ثبت نام شده تحت خاندان هوجوی اخیر بود. قرن شانزدهم. و اگر بعدها هوجو توانست ۵۰۰۰۰ سرباز را در محاصره اوداوارا (۱۵۹۰) میدان دهد، محافظ شوگون‌سالاری ۳۵۰ به راحتی می‌توانست دست نشاندگان خود را بسیج کند تا با ۳۰۰۰ سربازی که در خیزش میتوکو در سال ۱۳۹۱ شرکت کردند، بیایند. ایجاد بادیگارد شوگون‌سالاری و موقعیت مرکزی این گروه بر دیگر ملازمان شوگون‌سالاری چیزی است که ارتش شوگون‌سالاری یوشیمیتسو را از دست نشاندگان شوگون‌سالاری تاکائوجی متمایز می‌کند. با ارتش شوگون‌سالاری جدید، یک سازمان و «سپاه دو» قوی‌تر ظاهر شد.

### «شوگو» ائتلاف به عنوان یک نیرو
ارتش شوگون‌سالاری به تنهایی برای برخورد و شکست اربابان شوگو طبقه کانری در میدان نبرد کافی نبود، اما کاملاً با نوع جنگی که یوشیمیتسو تمرین می‌کرد، مناسب بود: قرار دادن یک ارباب «شوگو» در مقابل آن. یکی از اعضای خانواده، و در برابر دیگر اربابان «شوگو». هژمونی جدید شوگون‌سالاری، که در زمان شوگون قبلی، آشیکاگا یوشی‌آکیرا پدیدار شد، بر سیاست یوشیمیتسو مسلط شد. پرستیژ شوگون‌سالاری به‌طور غیررسمی حکم می‌کرد که هیچ‌یک از ارباب «شوگو» نباید از سطح معینی از قدرت فراتر رود بدون اینکه خشم شوگون را متحمل شود. این به نفع خود اربابان «شوگو» بود که هیچ‌یک از همکارانشان بیش از حد قدرتمند و مسلط بر بقیه نشوند.
در پیگیری این سیاست در سال ۱۳۸۹ یوشیمیتسو به توکی یاسویوکی، ارباب شوگوی ولایت‌های ولایت مینو، ولایت ایسه و ولایت اُواری دستور داد که دست از کار بکشد. ولایت اخیر به یکی از بستگان. یاسویوکی نپذیرفت و یوشیمیتسو به پسر عموی یاسویوکی، توکی یوریماسو دستور داد تا به آن حمله کند. پس از سه سال یاسویوکی شکست خورد و ولایت مینو در سال ۱۳۹۱ به یوریماسو داده شد. برای یوشیمیتسو مهم نبود که ولایت که واگذار شده بود مینو باشد یا اّواری. همان‌طور که توکی یاسویوکی از قدرت خود در ولایت‌های مرکزی محروم شد.
قبل از ظهور میتوکو در سال ۱۳۹۱، خاندان یامانا دارای ۱۱ ولایت در غرب و مرکز ژاپن بودند که آنها را به قدرتمندترین خاندان «شوگو» در کشور تبدیل کرد. یوشیمیتسو به دنبال بهانه ای برای حمله به آنها بود و هنگامی که یامانا میتسیوکی (که «شوگو» در ولایت‌های ولایت ایزومو، ولایت تانبا، ولایت هوکی و ولایت اوکی بود) برخی از املاک را در اختیار گرفت. یوشیمیتسو که به خاندان امپراتوری ایزومو تعلق داشت، هوسوکاوا یوریوکی کانری سابق را به یاد آورد تا لشکرکشی را علیه میتسیوکی طراحی کند. اربابان یامانا «شوگو» میتسیوکی و اوجیکیو به کیوتو حمله کردند، اما در هماهنگی با نیروهای اوچی یوشیهیرو توسط ارتش شوگون‌سالاری به شدت شکست خوردند. سایر گروه‌های «شوگو» که نیروهای شوگون را تشکیل می‌دادند هر کدام بیش از ۳۰۰ سوار نبودند. پس از لشکرکشی، یاماناها تنها دو ولایت، ولایت تاجیما و ولایت هوکی، اوجیکیو در جنگ کشته شد، در حالی که میتسویوکی جان خود را در ترور در سال ۱۳۹۵ از دست داد.
این تقابل یک ارباب «شوگو» در برابر دیگری در سال ۱۳۹۹ به اوج رسید. از قضا، این بار هدف اوچی یوشیهیرو بود که در کارزار علیه یامانا به خوبی به رژیم خدمت کرده بود. یوشیهیرو در سال ۱۳۹۷ دستور حمله به خاندان شونی را گرفت که این کار را انجام داد و برادرش را در این راه از دست داد. او بعداً از روش دوگانه یوشیمیتسو مطلع شد: به شونی نیز دستور داده شد که به اوچی‌ها حمله کند. خشمگین از این دوگانگی، و ترس از جان خود هنگامی که شوگون او را به کیوتو احضار کرد، تصمیم به نافرمانی گرفت، که باعث شد او را به عنوان دشمن رژیم اعلام کنند. در نبرد ساکای، یوشیمیتسو به همراه نیروهای پنج ارباب «شوگو»، خاندان هوسوکاوا، خاندان آکاماتسو، خاندان کیوگوکو، خاندان شیبا، و خاندان هاتاکه‌یاما، با آتش زدن شهر، مناطق دفاعی یوشیهیرو را تحت تأثیر قرار داد. نیروی متفقین به رهبری یوشیمیتسو ۳۰۰۰۰ جنگجو در برابر ۵۰۰۰ جنگجوی اوچی داشت. یوشیهیرو در نبرد شکست خورد و خودکشی کرد.
همان‌طور که هر یک از این مثال‌های قبلی نشان می‌دهد، هژمونی شوگون‌سالاری بسیار مؤثر شد. از آن برای تفرقه انداختن اربابان «شوگو» با حمله و نابود کردن همکاران استفاده شد. هژمونی شوگون‌سالاری بدون همکاری اربابان «شوگو» در اتحاد نیروهای خود با ارتش شوگون موفق نمی‌شد. با این حال، بدون تأمین مالی برای حمایت از ارتش شوگون و سایر هزینه‌های رژیم، این سیاست قهری غیرقابل تصور بود.